# UrlaubsExpress
Der UrlaubsExpress (UEx) und der Urlaubs-Express (UEX) waren bzw. sind in Deutschland Markennamen für eine Zuggattung von Touristikzügen, die zumeist nach internationalen Zielen verkehren und im öffentlichen Fahrplan enthalten sind, wodurch sie (anders als Sonderzüge) von jedermann buch- und nutzbar sind.
Seit Mai 2017 verkehren die Nacht- und Autoreisezüge des Urlaubs-Express der Unternehmensgruppe Train4you, die die Tradition der zumeist saisonalen Touristikzüge in der Form von Nachtzügen fortführen und um die Möglichkeit der Mitnahme von Kraftfahrzeugen (und Fahrrädern) erweitern. Der ursprüngliche UrlaubsExpress (ohne Bindestrich) wiederum wurde von 1998 bis 2007 von der Deutschen Bahn AG als ein saisonabhängiges Touristikangebot zumeist in der Form von Entlastungs- und Tageszügen angeboten.

## Konzept
Beim UrlaubsExpress bzw. Urlaubs-Express handelt es sich um öffentliche Regelzüge im Schienenpersonenfernverkehr, die im Fahrplan der Deutschen Bahn enthalten sind. Sie steuern begehrte Touristenorte und -regionen aus den Ballungsgebieten an. Ihre Abfahrten sind auf wenige Tage, Wochen oder Monate im Jahr saisonbedingt begrenzt, typischerweise im Wochenabstand an den Bettenwechseltagen (Turnusverkehr). Sie stehen damit in der Tradition der in den 1980er Jahren erfolgreichen TUI-FerienExpress-Züge, deren Wagen auch vom UrlaubsExpress und dem seit 2017 fahrenden Urlaubs-Express teilweise wieder benutzt wurden und werden.

## Der Urlaubs-Express (UEX) der Unternehmensgruppe Train4you

### Multifunktionszüge
Der Urlaubs-Express der Train4you-Unternehmensgruppe ist seit 2017 ein privates Angebot in der Tradition der TUI-FerienExpress-Züge, deren Wagen auch vom Urlaubs-Express teilweise wieder benutzt werden.
Die Züge sind Nachtzüge als auch Autoreisezüge, die über Nacht fahren und mit Schlaf- und Liegewagen sowie einem gastronomischen Service ausgestattet sind. Die Züge sind im Fahrplan der Deutschen Bahn enthalten. Plätze in den Zügen können sowohl individuell als auch von Gruppen und Reiseveranstaltern im Voraus und beim Anbieter gebucht werden.
Die Züge verkehren in der Regel wöchentlich im Sommerhalbjahr, es gibt aber auch Züge, die bi-saisonal im Sommer und im Winter fahren. Es werden Verbindungen von Hamburg-Altona, von Düsseldorf und im Winter auch von Münster aus zu Zielen in Süddeutschland, Österreich und Italien angeboten. Die Verbindung Hamburg–München wird als Nachtzug im Hochsommer teils täglich angeboten.

### Liste der UEX-Verbindungen
Mit Stand 2025 gibt es folgende saisonale Routen des Urlaubs-Express. Im Vergleich zu den Vorjahren ist die Bedienung von Verona entfallen.
| Heutige Linienbezeichnung                     | Halbjahr | Start-/Zielbahnhof (Autoverladung) | Strecke | Ehemalige Linienbezeichnungen auf ähnlicher/gleicher Strecke |
| --------------------------------------------- | -------- | ---------------------------------- | --- | ------------------------------------------------------------ |
| UEX 1 UEX 1847 UEX 1857 (am 4. Juli) UEX 1867 | Sommer   | Hamburg-Altona München-Süd         | Hamburg Hbf – Lüneburg – Hannover Hbf – Würzburg Hbf – Augsburg Hbf – München-Pasing |                                                              |
| UEX 331 UEX 1387 (am 29. August)              | Sommer   | Düsseldorf Hbf Innsbruck Hbf       | Köln Hbf – Koblenz Hbf (nicht am 6. Juni) Friedberg (Hess) (nur am 29. August) – Darmstadt Hbf (nicht am 6. Juni, 29. August & 3. Oktober) – Aschaffenburg Hbf (nur am 29. August) – München-Ost – Kufstein – Wörgl Hbf |                                                              |
| UEX 333 UEX 349 (am 1. August)                | Sommer   | Hamburg-Altona Innsbruck Hbf       | Hamburg Hbf (am 1. August stattdessen Hamburg-Harburg) – Stendal Hbf – Magdeburg Hbf – München-Ost – Kufstein – Wörgl Hbf                                                                                               |                                                              |
| UEX 348 UEX 1396 UEX 1398                     | Sommer   | Innsbruck Hbf Hamburg-Altona       | Wörgl Hbf – Kufstein – München-Ost – Hannover Hbf – Lüneburg – Hamburg Hbf | UEX 302/322/1346                                             |
| UEX 348 (am 7. Juni)                          | Sommer   | Innsbruck Hbf Hamburg-Altona       | Wörgl Hbf – Kufstein – München-Pasing – Kassel-Wilhelmshöhe – Hannover Hbf – Hamburg Hbf | UEX 302/322/1346/1898                                        |
| UEX 348 (am 19. Juni)                         | Sommer   | Innsbruck Hbf Hamburg-Altona       | Wörgl Hbf – Augsburg Hbf – Hannover Hbf – Hamburg Hbf | UEX 302/322/1346/1898                                        |
| UEX 349 UEX 1397 UEX 1399                     | Sommer   | Hamburg-Altona Innsbruck Hbf       | Hamburg Hbf (am 27. Juli stattdessen Hamburg-Harburg) – Hannover Hbf – München-Ost – Kufstein – Wörgl Hbf | UEX 303/323/1347/1899                                        |
| UEX1386                                       | Sommer   | Innsbruck Hbf Düsseldorf Hbf       | Wörgl Hbf – Kufstein – München-Ost – Gießen – Siegen – Siegburg/Bonn – Köln Messe/Deutz | UEX 332/1372/1388                                            |
| UEX 1387 UEX1389                              | Sommer   | Düsseldorf Hbf Innsbruck Hbf       | Köln Messe/Deutz – Siegburg/Bonn – Siegen – Friedberg (Hess) – Aschaffenburg Hbf – München-Ost – Kufstein – Wörgl Hbf                                                                                                   | UEX 333/1373                                                 |
| UEX 1391                                      | Sommer   | Hamburg-Altona Villach ARZ         | Hamburg-Harburg – Hannover Hbf – München-Ost – Salzburg Hbf – Schwarzach-St. V. – Bad Gastein – Villach Hbf |                                                              |
| UEX 1392 UEX 1394                             | Sommer   | Villach ARZ Hamburg-Altona         | Villach Hbf – Bad Gastein – Schwarzach-St. V. – Salzburg Hbf – München-Ost – Hannover Hbf – Hamburg Hbf (am 30. Juli Hamburg-Harburg)                                                                                   | UEX 320/324                                                  |
| UEX 1393 UEX 1395                             | Sommer   | Hamburg-Altona Villach ARZ         | Hamburg Hbf – Hannover Hbf – Göttingen – Fulda – München-Ost – Salzburg Hbf – Schwarzach-St. V. – Bad Gastein – Villach Hbf                                                                                             | UEX 321/325                                                  |
| UEX 1382                                      | Sommer   | Villach ARZ Düsseldorf Hbf         | Villach Hbf – Bad Gastein – Schwarzach-St. V. – Salzburg Hbf – München Ost – Aschaffenburg Hbf – Gießen – Siegen – Kölln Messe/Deutz                                                                                    | UEX 334/1374/1384                                            |
| UEX 1383                                      | Sommer   | Düsseldorf Hbf Villach ARZ         | Köln Messe/Deutz – Siegen – Friedberg (Hess) – Aschaffenburg Hbf – München-Ost – Salzburg Hbf – Schwarzach-St. V. – Bad Gastein – Villach Hbf                                                                           | UEX 335/1375                                                 |
| UEX 1385 UEX 1383 (19. August)                | Sommer   | Düsseldorf Hbf Villach ARZ         | Köln Hbf – Koblenz Hbf – Frankfurt Flughafen (nicht am 19. August) – Aschaffenburg Hbf – München-Ost – Salzburg Hbf – Schwarzach-St. V. – Bad Gastein – Villach Hbf                                                     |                                                              |
| UEX 1846 UEX 1856 UEX 1866                    | Sommer   | München-Süd Hamburg-Altona         | München-Ost (am 12. Juni stattdessen München-Pasing) – Augsburg Hbf – Würzburg Hbf – Hannover Hbf – Lüneburg (außer am 5. & 12. Juni) Hbf – Hamburg Hbf (am 12. Juni stattdessen Hamburg-Harburg)                       |                                                              |
| UEX 1848 UEX 1868 (12. Juni)                  | Sommer   | Lörrach ARZ Hamburg-Altona         | Lörrach Hbf – Freiburg (Brsg.) Hbf – Karlsruhe Hbf – Hannover Hbf – Lüneburg (nicht am 12. Juni) – Hamburg Hbf |                                                              |
| UEX 1857                                      | Sommer   | Hamburg-Altona München-Süd         | Hamburg Hbf – Lüneburg – Magdeburg Hbf – Würzburg Hbf – Augsburg Hbf – München-Pasing |                                                              |
| UEX 1845 UEX 1849 UEX 1869                    | Sommer   | Hamburg-Altona Lörrach ARZ         | Hamburg Hbf – Lüneburg (nicht am 4. Juli) – Hannover Hbf – Karlsruhe Hbf – Freiburg (Breisgau) Hbf – Lörrach Hbf | UEX 1859                                                     |
| UEX 1868                                      | Sommer   | Lörrach ARZ Hamburg-Altona         | Lörrach Hbf – Freiburg (Brsg.) Hbf – Karlsruhe Hbf – Mannheim Hbf – Hannover Hbf – Lüneburg – Hamburg Hbf |                                                              |

## Der UrlaubsExpress (UEx) der Deutschen Bahn

### Nachfolger des Alpen-See-Express und TUI-Ferienexpress
Ab 1992 verkehrten die Wagen des Alpen-See-Express und TUI-Ferienexpress gemeinsam unter der Bezeichnung UrlaubsExpress, wobei die TUI-Logos an den Wagen entfernt wurden. Nach der Sommersaison 1993 wurden die TUI-Liegewagen an die Nederlandse Spoorwegen verkauft.

### Touristikzüge
Auf der Internationalen Tourismus-Börse 1995 in Berlin gab die Deutsche Bahn bekannt, mit einem neuen Konzept den Bahnurlaub wiederbeleben zu wollen. Hierfür wurde der Öffentlichkeit unter dem Namen Touristikzug ein großzügiger, extra hierfür umgebauten Wagenpark präsentiert. Die zunächst zehn, ab 1996 19 Wagen waren nach Gesprächen zwischen Vertretern der Reisebranche und der Deutschen Bahn entstanden. Der Zug war als Charterzug konzipiert, der von Touristikunternehmen, Reisebüros oder auch anderen Veranstaltern angemietet werden konnte.
Da die Auslastung der Touristikzüge bis 1997 nicht befriedigend war, besann man sich auf das Konzept des Alpen-See-Express und plante, die Wagen als Urlaubs- bzw. Ferienzüge im Linienverkehr einzusetzen. Dieses Vorhaben sollte im Sommer 1998 starten.
Der Touristik-Zug wurde 2001 eingestellt, die Wagen wurden umlackiert und die Sitzwagen in Regelzügen, Clubwagen und Gepäckwagen in der City Night Line eingesetzt.
Zu Ferienende und -beginn entlasteten die UrlaubsExpress- die Regelzüge und erlaubten aufgrund von Zugläufen, die vom Regelverkehr abwichen, angenehmere Reisen mit Gepäck ohne Umsteigen für die Fahrgäste bis zum Zielort. Für sie gab es gesonderte Fahrpreise, genauso wie für Nachtzüge, Autozüge oder Sonderfahrten. Genau genommen waren UrlaubsExpress-Züge Sonderfahrten, die im Fahrplan notiert wurden.
Ebenfalls unter dem Namen UrlaubsExpress fuhren um die Jahrtausendwende Zugpaare an den Balaton, nach Rimini und nach Österreich. Die Züge führen im Gegensatz zum UEx jedoch über Nacht und trugen die Zuggattung DZ.
In den Folgejahren fuhren, jetzt als Zuggattung UEx, Auslandsverbindungen an das Mittelmeer und nach Südtirol als UrlaubsExpress. Hierbei handelte es sich weiterhin um Fernverkehrszüge des Nachtverkehrs. In der Zwischenzeit waren diese UEx-Züge in der Zuggattung City Night Line aufgegangen. Das Turnusangebot wurde wenig später weitestgehend eingestellt, es blieben saisonale Verlängerungen einzelner Zugläufe.

### Fuhrpark

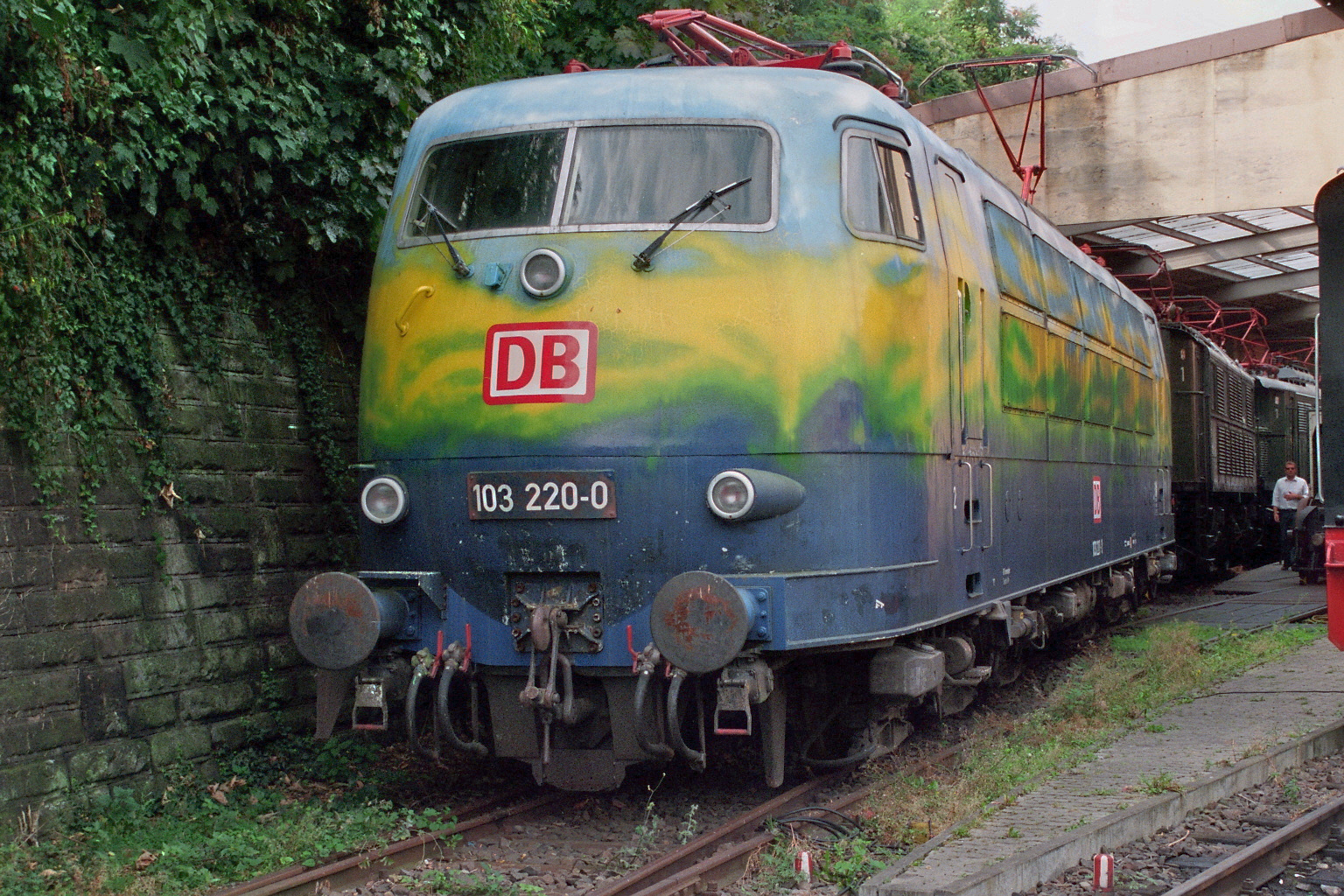
Eine Lokomotive der DB-Baureihe 103 im Touristikzug-Design

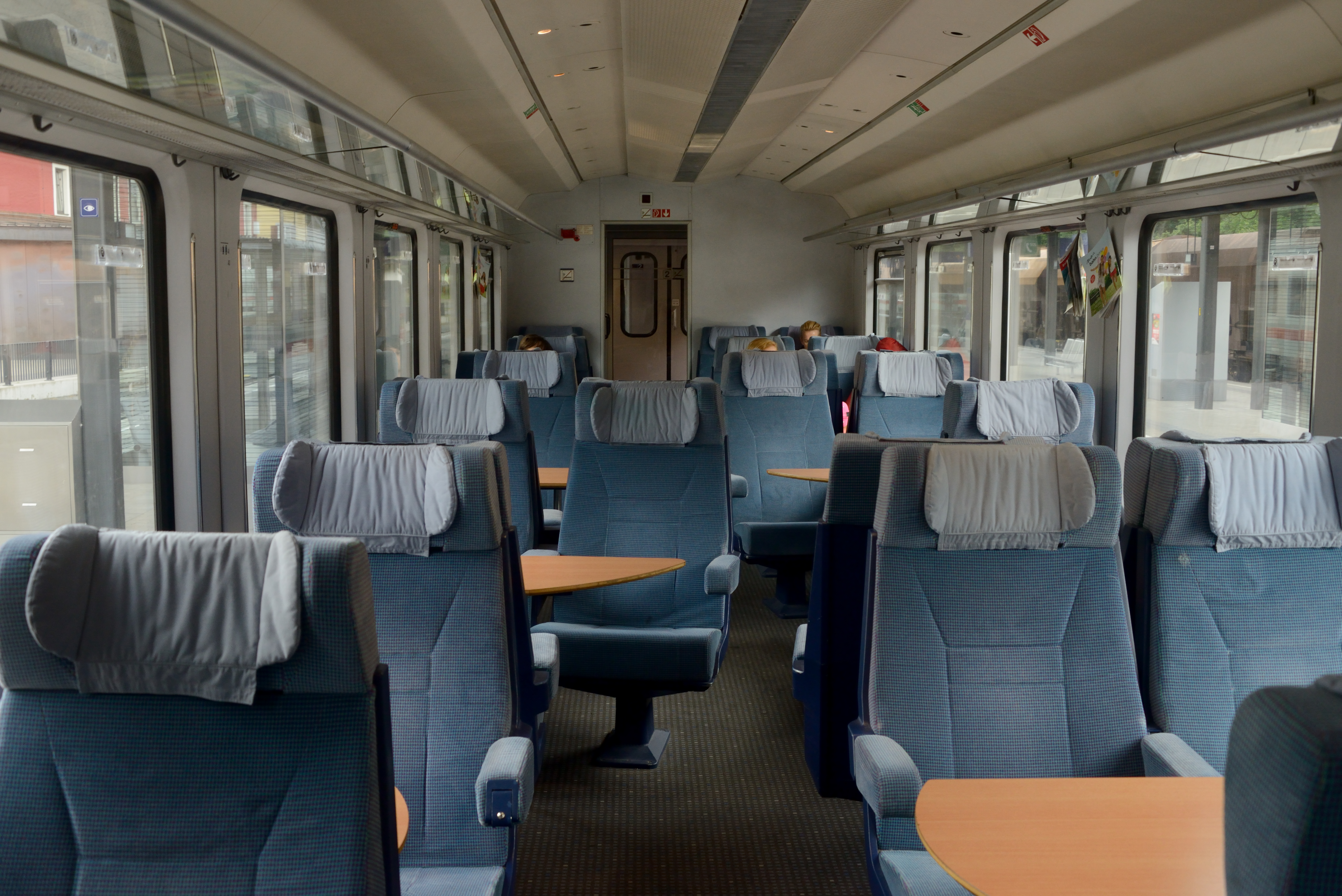
Innenansicht eines Bmpz 857 (61 80 84-90 905-9)

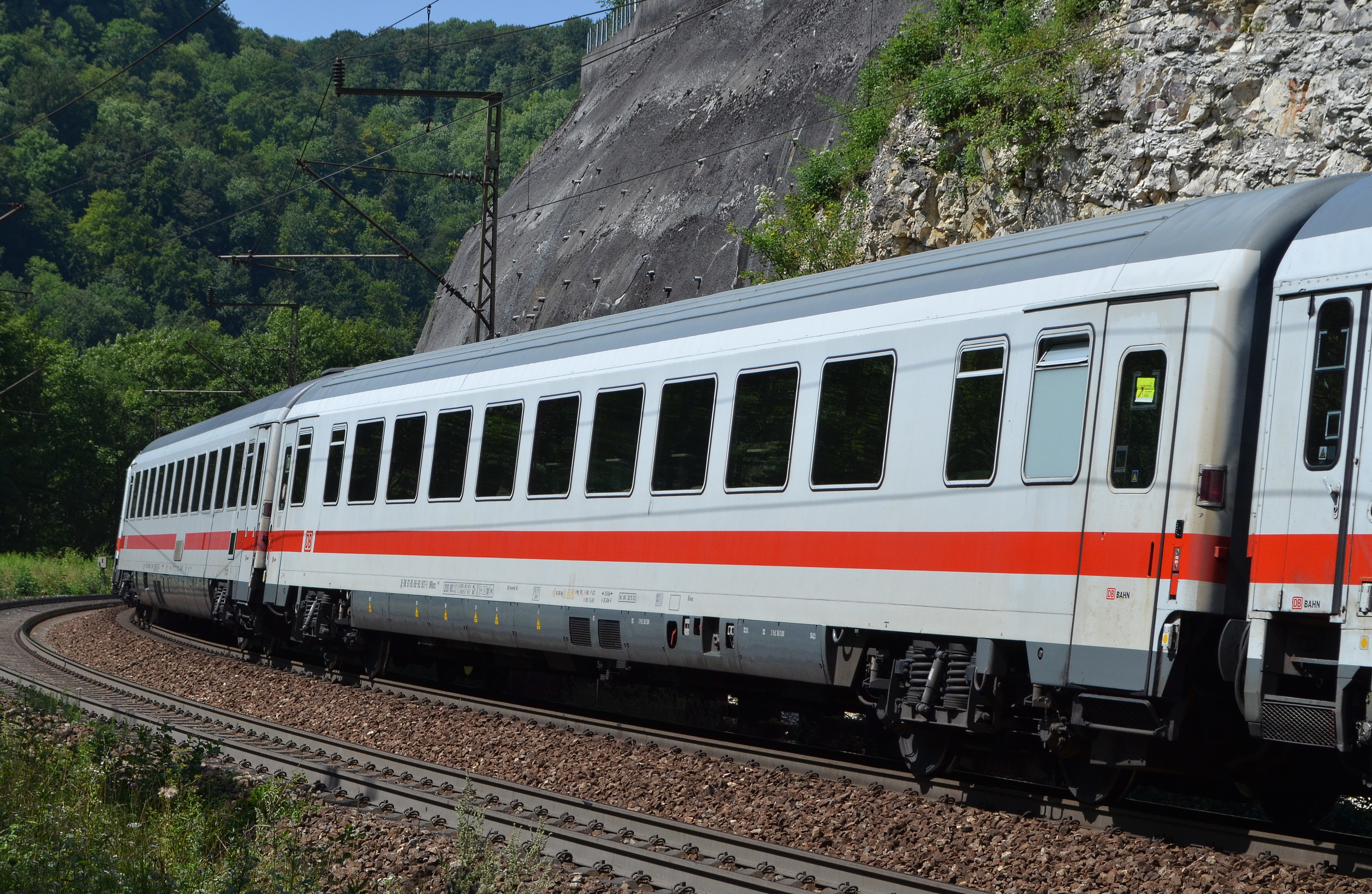
Ein ehemaliger Touristikzug-Speisewagen WRkmz 858 (Wagen 61 80 88-90 907-1) in ICE-Lackierung war einige Zeit planmäßig im IC 2260 eingereiht.

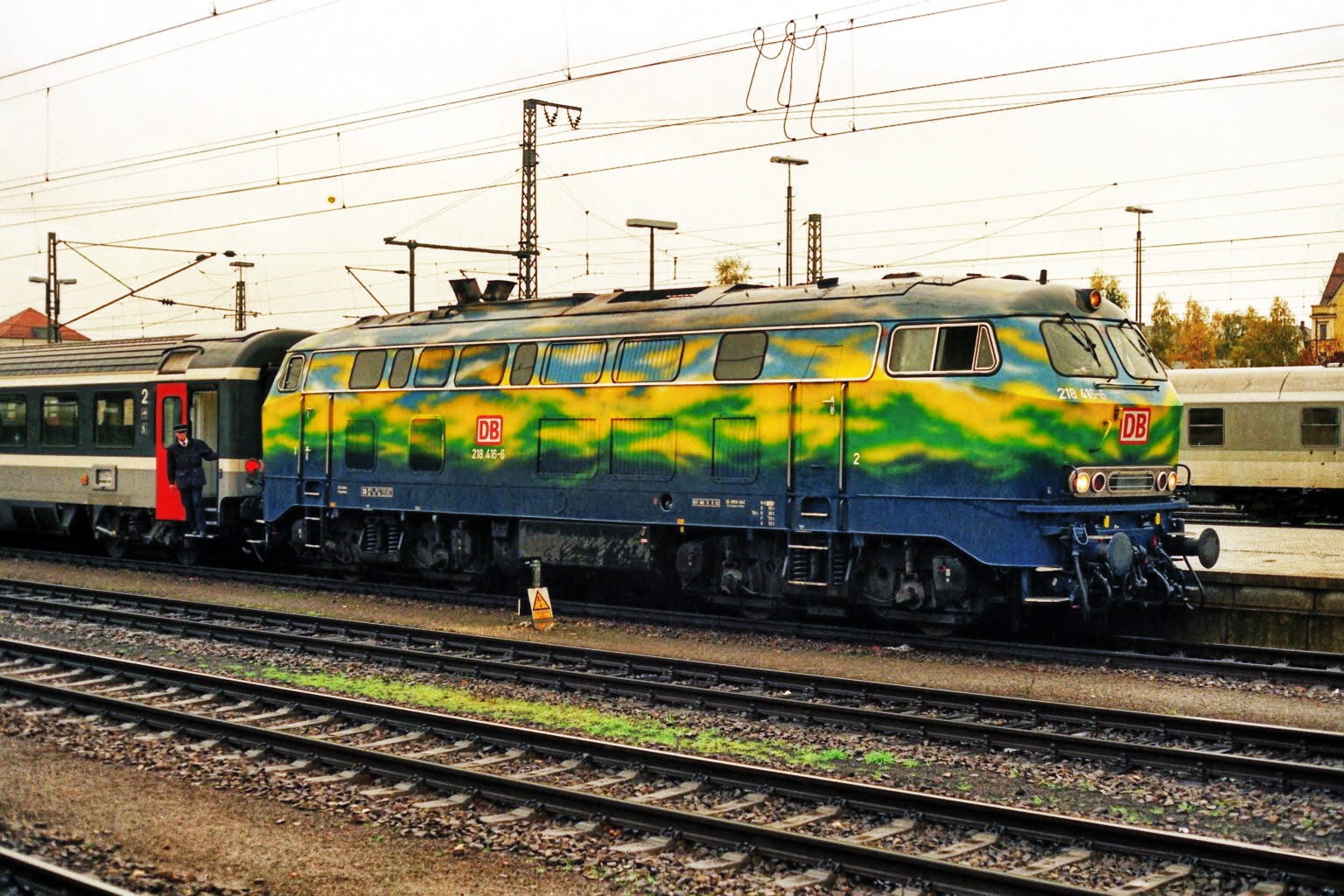
218 416 in den Farben des Touristikzuges in München Hbf

Charakteristisch für den Touristikzug, der insbesondere beim „UrlaubsExpress Mecklenburg-Vorpommern“ eingesetzt wurde, war seine bunte Farbgebung. Neben der Lok waren auch die Wagen in einer bunten Farbmischung aus saphirblau, laubgrün, verkehrsgelb, himmelblau und weiß lackiert. Die Wagen waren ab 1995 aus Intercity-Wagen umgebaut worden. Die Wagen wurden dabei sehr großzügig ausgestattet, zudem wurde viel Platz vorgesehen. Die Wagen trugen den Schriftzug DB Touristik.
Die Passagierwagen wurden bis zum Fahrplanwechsel im Dezember 2019 in regulären Intercityzügen eingesetzt. Die Wagen wurden nach dem Ende des UEx in ICE-Farben (verkehrsrot/lichtgrau) lackiert, die Sitze wurden nachträglich mit blauem Stoff neu bezogen.
Abteilwagen (Bvmkz856): Die sechs Abteilwagen entstanden aus Eurofima-Abteilwagen der 1. Klasse, drei hiervon liefen zuvor im Lufthansa-Airport-Express. Von den neun Abteilen wurde ein Abteil zu einer Galley umgebaut, ein Abteil ist als Gepäckabteil vorgesehen. Die sieben verbliebenen Abteile wurden mit je sechs Sitzen und einem ausziehbaren Tisch neu möbliert.
Großraumwagen (Bpmz857): Acht Intercity-Großraumwagen wurden für den UrlaubsExpress umgebaut, vier der Spenderwagen waren zuvor beim Lufthansa-Airport-Express im Einsatz. Dabei wurden zwei kleine Fenster je Wagenseite verschlossen, um mehr Platz für Gepäck zu schaffen. Im Innenraum wurden fast alle Sitze vis-a-vis angeordnet. Der Mittelgang schlängelt sich durch den Wagen, so dass Sitzgruppen zu zwei bis vier Personen entstehen. Jeder der Wagen hat 51 Sitzplätze. Im Jahr 2019 erwarb das tschechische Eisenbahnverkehrsunternehmen RegioJet mehrere der Bpmz857 und setzt sie seitdem in seinen Fernverkehrszügen ein.
Club-Speisewagen (WRkmz858): Zum Start des Touristikzuges 1995 wurden zwei „Bordrestaurant“-Speisewagen der Bauart WRmz137 in Club-Speisewagen umgebaut. Hiervon hat ein Wagen einen normalen Speisebereich und ein Kinderabteil, der andere Wagen verfügt über ein Bistro mit Stehtischen und eine Lounge war mit Ledersesseln ausgestattet. Im Folgejahr wurden zwei Intercity-Großraumwagen in Club-Speisewagen umgebaut, deren Ausstattung den ersten beiden Club-Speisewagen ähnelt.
Gepäckwagen (Dmsdz859, Dmsd859.1): Zur Beförderung von Gepäck, Fahrräder oder Skiern wurden auch zwei Gepäckwagen den Bedürfnissen des Touristikzuges angepasst.
Kinderland-Wagen (WGmz825): Mit dem Einsatz des Touristikzuges im UEx-Linienverkehr wurde ein Gesellschaftswagen in Touristikzugfarben lackiert und als „Kinderland“ eingesetzt.
Im Gegensatz zum tagsüber verkehrenden „UrlaubsExpress Mecklenburg-Vorpommern“ benötigten die nachts verkehrenden UrlaubsExpress-Züge einen anderen Wagenpark. Eingesetzt wurden hier Schlafwagen, klimatisierte Liegewagen sowie unklimatisierte Abteilsitzwagen der für Nachtzüge typischen Bauart Bomz236.

### Liste der UEx-Verbindungen
| Verbindungspaare    | Name              | Von                   | Nach                  | Über 1 | Nachfolge 2                               |
| ------------------- | ----------------- | --------------------- | --------------------- | --- | ----------------------------------------- |
| UEx 1128 UEx 1129   | –                 | Bozen Dortmund        | Dortmund Bozen        | Brixen–Brenner–Innsbruck–Frankfurt(M) Süd                                                                           | 2005 durch den UEx 13374/13375 ersetzt    |
| UEx 13374 UEx 13375 | –                 | Bozen Hamburg Altona  | Hamburg Altona Bozen  | Brixen–Brenner–Innsbruck–Göttingen–Hannover                                                                         | 2009 ab/bis Aarhus, seit 2010 eingestellt |
| UEx 1124 UEx 1125 3 | Dolomiten-Express | Venedig Dortmund      | Dortmund Venedig      | Verona–Bozen–Innsbruck–Wörgl–Kufstein–Rosenheim–München Ost–Frankfurt(M) Süd–Mainz–Bonn Beuel–Köln–Düsseldorf–Essen | eingestellt                               |
| DZ 13426 DZ 13427   | UrlaubsExpress    | Fonyód Hamburg Altona | Hamburg Altona Fonyód | Siófok–Budapest–Würzburg–Fulda–Bebra–Hannover                                                                       | eingestellt                               |

Anmerkungen:

### UrlaubsExpress Mecklenburg-Vorpommern

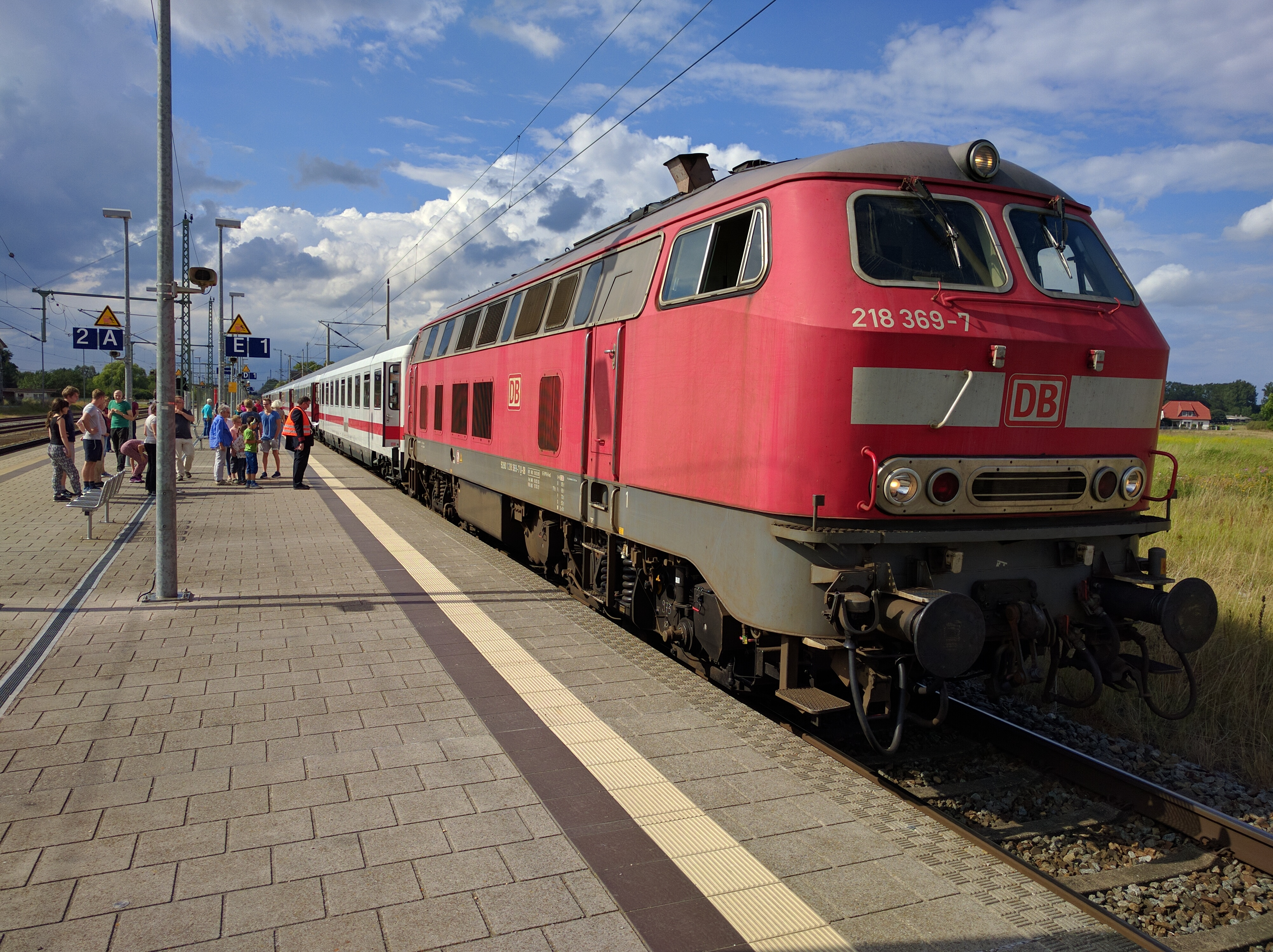
Teilung des IC „UrlaubsExpress Mecklenburg-Vorpommern“ in Züssow zur Weiterfahrt nach Heringsdorf auf Usedom (Juli 2016)

Die Geschichte des UrlaubsExpress Mecklenburg-Vorpommern begann 1998 mit Saisonzügen, die vom 27. Juni bis zum 12. September des Jahres Düsseldorf mit Wolgast und Rügen verbanden. Im Jahr 2000 war Köln der neue Ausgangsbahnhof, mit der Eröffnung der Peenebrücke Wolgast wurde die Verbindung zudem bis nach Zinnowitz verlängert.
Bereits wenige Jahre nach Start des „UrlaubsExpress Mecklenburg-Vorpommern“ wechselte dieser seine Zuggattung: zunächst als Interregio, fuhr er bis zuletzt als Intercity. Mit Umwandlung entfiel jedoch der besondere Wagenpark größtenteils, die Züge fuhren jetzt mit normalen Interregio- bzw. Intercity-Wagen. Als Besonderheit führte der seit dem Jahr 2012 über Berlin verkehrende IC 2422/2423 jedoch bis zum Jahr 2013 in der 2. Klasse einen Wagen der Bauart Bwmz207 mit. Hierbei handelte es sich um modernisierte Abteilwagen, die zuvor als 1. Klasse-Wagen in der Schweiz liefen. Im Sommer 2016 verkehrte dieser zum letzten Mal und wurde zum Fahrplanjahr 2017 eingestellt. Auch 2018 werden die Zugläufe wieder angeboten.
| Bezeichnung                                               | Name                       | Von                                    | Nach                                   | Über 1 | Nachfolge 2 |
| --------------------------------------------------------- | -------------------------- | -------------------------------------- | -------------------------------------- | --- | --- |
| UEx 1161 UEx 1061 IR 2761 IC 2660 IC 1960 IC 1905/IC 1915 | UEx Mecklenburg-Vorpommern | Wolgast/ Zinnowitz/ Seebad Heringsdorf | Düsseldorf Hbf/ Köln Hbf               | Greifswald–Stralsund–Rostock–Schwerin–Hamburg-Harburg–Bremen–Osnabrück–Münster–(Dortmund –) Essen–Duisburg | IC 2423 „UrlaubsExpress Mecklenburg-Vorpommern“: Ostseebad Binz–Berlin-Gesundbrunnen–Köln Hbf, Kurswagen ab Seebad Heringsdorf                                                         |
| UEx 1160 UEx 1060 IR 2760 IC 2661 IC 1961 IC 1904/IC 1914 | UEx Mecklenburg-Vorpommern | Düsseldorf Hbf/ Köln Hbf               | Wolgast/ Zinnowitz/ Seebad Heringsdorf | Essen–Dortmund–Hamm–Münster–Bremen–Hamburg-Harburg–Schwerin–Rostock–Stralsund–Greifswald                   | IC 2422 „UrlaubsExpress Mecklenburg-Vorpommern“: Köln Hbf–Berlin-Gesundbrunnen–Ostseebad Binz, Kurswagen nach Seebad Heringsdorf IC 1961: verkürzt, seit 2012 Hamburg-Altona–Stralsund |

Anmerkungen: